# Antenne 2 (radioprogramma)
Antenne 2 was een ophefmakend Nederlands radioprogramma van de AVRO op Radio 2 dat van 2002 tot 2005 wekelijks actuele ontwikkelingen op gebied van radio, tv, kranten, tijdschriften en internet doornam. Het werd gepresenteerd door Roeland van Zeijst.
De uitzendingen waren opvallend vanwege hun ironische stijl. Antenne 2 wist in haar korte bestaan veel mediaprimeurs uit te zenden, voorpagina's te kleuren en diverse maatschappelijke discussies aan te zwengelen, hetgeen uitzonderlijk is voor een wekelijks radioprogramma. Het programma leidde diverse malen tot Tweede Kamervragen en juridisch ingrijpen in onoorbare mediapraktijken.
Wegens een gedwongen zendtijdruil met de TROS moest het mediaprogramma in 2005 het veld ruimen.
Een overblijfsel van Antenne 2 is de Nederlandse publieksprijs voor radio: De Gouden RadioRing.
Oud-medewerkers van het programma Arjan Snijders en Ron Vergouwen maken vanaf 2020 de podcast Dit Was De Radio, waarin ze regelmatig verwijzen naar hun belevenissen in Antenne 2.

## Prijzen
Van Zeijst werd in 2004 bekroond met de Ilse Wessel Presentatieprijs (Radio Nederland Wereldomroep) en een nominatie voor de Marconi Award (vakjury).